# Indicatif régional 504

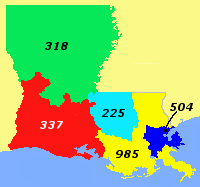
Carte de l'État de Louisiane avec les territoires de ses indicatifs régionaux. L'indicatif régional 504 est en bleu.

L'indicatif régional 504 est l'un des indicatifs téléphoniques régionaux de l'État de Louisiane aux États-Unis. Cet indicatif couvre un territoire situé à l'est de l'État. Il dessert la région métropolitaine de Nouvelle-Orléans.
La carte ci-contre indique en bleu le territoire couvert par l'indicatif 504.
L'indicatif régional 504 fait partie du Plan de numérotation nord-américain.

## Ville desservie par l'indicatif
- La région métropolitaine de La Nouvelle-Orléans.

## Paroisses civiles desservies par l'indicatif
- La paroisse de Saint-Bernard
- La paroisse Plaquemine
- La plus grande partie de la paroisse de Jefferson.

## Source
- (en) Cet article est partiellement ou en totalité issu de l’article de Wikipédia en anglais intitulé « Area code 504 » (voir la liste des auteurs).